# William Eythe
William John Eythe (Mars, 7 aprile 1918 – Los Angeles, 26 gennaio 1957) è stato un attore statunitense.

## Biografia
Nato a Mars, William Eythe mostrò interesse per la recitazione sin da giovanissimo. In seguito all'incontro con l'attore Burgess Meredith, cominciò a frequentare la Carnegie Tech University, dove recitò in oltre ottanta produzioni teatrali studentesche.
Dopo la fine degli studi, iniziò a recitare sulle scene di Pittsburgh e in Massachusetts, facendo il suo debutto professionale a teatro nel giugno del 1941. Nel 1942 si trasferì a New York e nello stesso anno debuttò a Broadway in The Moon is Down di John Steinbeck; durante le prove l'attore era rimasto ferito da un oggetto di scene e l'incidente, che gli danneggiò l'udito, lo esonerò dal servizio militare turante la seconda guerra mondiale. A causa dell'arruolamento di molti giovani attori, l'industria cinematografica di Hollywood nei primi anni quaranta si trovò a corto di nuovi talenti maschili ed Eythe fu notato da un agente della 20th Century Fox, che lo scritturò il 20 giugno 1942.
Eythe fece il suo debutto cinematografico nel 1943 con il film Alba fatale, e nello stesso anno recitò anche in Bernadette. Nel 1944 ottenne il suo primo ruolo da protagonista nel film The Eve of St. Mark, in cui recitò accanto ad Anne Baxter; sempre nel 1944 ricoprì ruoli di rilievo nei film Wilson e La nave senza nome. L'anno successivo recitò ancora con Baxter in Scandalo a corte e fu il protagonista di La casa della 92ª strada. Nel 1946 fu la volta del film Bellezze rivali e, insieme ad altri sette attori di Hollywood, recitò davanti a Giorgio VI d'Inghilterra in visita negli Stati Uniti.
L'anno successivo il contratto di Eythe con la Fox fu rescisso e l'attore tornò a dedicarsi al teatro. Dopo aver diretto e interpretato Lo zoo di vetro di Tennessee Williams, tornò a New York come regista e produttore della rivista Lend an Ear, che debuttò a Broadway nel 1948 e rimase in cartellone per 460 rappresentazioni con lo stesso Eythe e la giovane Carol Channing. Durante le repliche dello spettacolo musicale cominciò a recitare nella serie televisiva The Philco Television Playhouse. Nel 1949, dopo che John Beal lo aveva rimpiazzato in Lend an Ear, Eythe tornò al cinema con il film Customs Agent.
Nel 1950 apparve nel musical The Liar per la regia di Alfred Drake, che si rivelò un flop; sempre dello stesso anno recitò a Broadway nel musical di Cole Porter Out of this World. Nei primi anni cinquanta apparve in diversi episodi di serie televisive antologiche come Armstrong Circle Theatre, Studio One, Lux Video Theatre e Schlitz Playhouse of Stars ma la sua attività da attore finì per diradarsi ed Eythe passò alla fotografia, a cui dedicò i suoi ultimi anni.

### Vita privata
Nonostante i flirt con Anne Baxter, June Haver e Margaret Whiting e il breve matrimonio con Buff Cobb durato dal 1947 al 1949, William Eythe era omosessuale e dai primi anni cinquanta alla morte ebbe una relazione con l'attore Lon McCallister.
Morì di epatite al Good Samaritan Hospital di Los Angeles nel gennaio del 1957, all'età di 38 anni.

## Filmografia parziale

### Cinema
- Alba fatale (The Ox-Bow Incident), regia di William A. Wellman (1943)
- Bernadette (The Song of Bernadette), regia di Henry King (1943)
- Wilson, regia di Henry King (1944)
- La nave senza nome (Wing and a Prayer), regia di Henry Hathaway (1944)
- Scandalo a corte (A Royal Scandal), regia di Otto Preminger e Ernst Lubitsch (1945)
- La casa della 92ª strada (The House on 92nd Street), regia di Henry Hathaway (1945)
- Bellezze rivali (Centennial Summer), regia di Otto Preminger (1946)

### Televisione
- Lights Out – serie TV, episodi 3x05-4x17 (1950-1951)

## Doppiatori italiani
- Giulio Panicali in Bernadette